# Verna: USO girl
Verna: USO Girl es un telefilm creado por Albert Innaurato.
Está basado en una historia de Paul Gallico, se centra en una cantante y bailarina sin talento, Verna Vain, que cree fervientemente que una gira transatlántica con la U.S.O. la pondrá camino al estrellato. Aunque ella es más voluntariosa que fuerte, su confianza en sí misma se gana los corazones de los soldados que forman su público. Ellos admiran la bravura de Verna porque, como ellos, ella arriesga su vida por el bien del sueño americano.
Entre los miembros de la troupe que acompñan a Verna están: Eddie, un actor de Vodevil de segunda y Maureen una aspirante a cantante de Chanson, que anima a Verna (de quien dice, "Ha inventado una nueva forma de cantar desfinado y bailar torpemente") a abandonar sus sueños artísticos y acepte la proposición de matrimonio del Capitán en ingeniería del Ejército Walter.   
La películar fue rodada en campos de entrenamiento militar de Hammelberg y Baumholder, Alemania por el director Ronald F. Maxwell, contando en el reparto con Sissy Spacek, William Hurt, Howard Da Silva y Sally Kellerman. Las canciones que se interpretan en los números fueron creadas por el cómico de burlesque Joey Faye y por el coreógrafo Donald Saddler incluyendo "I'll Get By," "Jeepers, Creepers" y "Since You Went Away". 
Producida por WNET, Verna: U.S.O. Girl fue emitida a nivel nacional por la cadena PBS como parte de la serie Grandes Estrenos el 25 de enero de 1978. Da Silva ganó el premio Emmy a mejor actor secundario, la dirección de Maxwell y el guion de Innuarto obtuvieron sendas nominaciones.